# Miệt thị ngoại hình

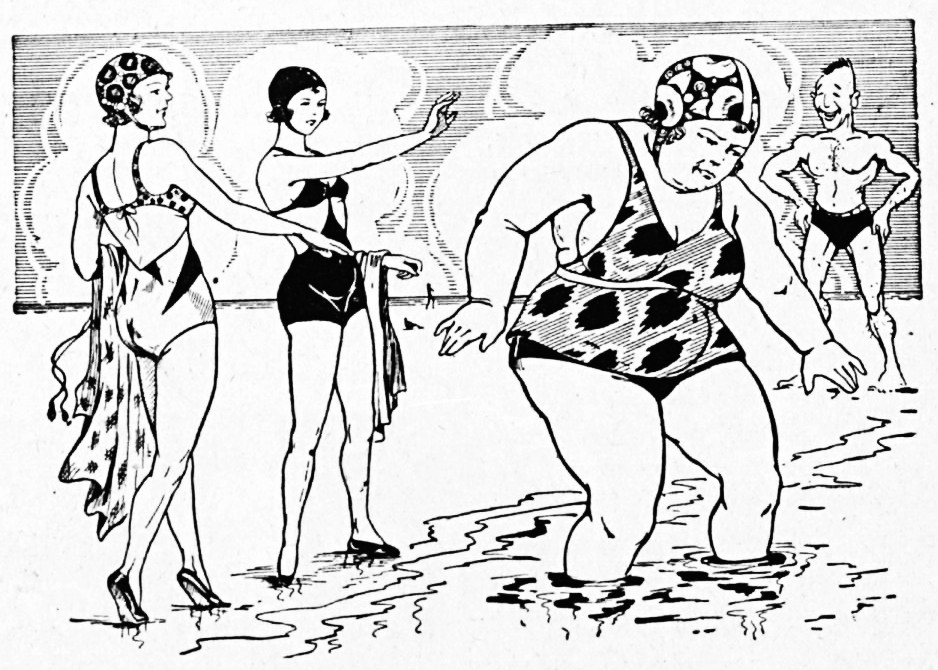
Một quảng cáo thực phẩm chức năng vào năm 1942 mô tả một phụ nữ thừa cân đang bị bắt nạt vì có ngoại hình quá khổ

Miệt thị ngoại hình (tiếng Anh: body shaming) là hành động nhạo báng hoặc chế giễu ngoại hình của một người nào đó. Biểu hiện của việc miệt thị ngoại hình rất đa dạng, thông thường là miệt thị người béo, người gầy, người lùn, người ít (nhiều) lông; miệt thị màu tóc, dáng người, bao gồm người nhiều cơ bắp hoặc ít cơ bắp; miệt thị các đặc điểm trên khuôn mặt. Trong một số trường hợp, việc miệt thị ngoại hình của một người còn bao gồm miệt thị hình xăm, miệt thị việc đeo khuyên của người đó hay miệt thị những căn bệnh để lại dấu hiệu trên cơ thể người đó như bệnh vẩy nến.
Một nghiên cứu về những thông điệp về tầm quan trọng của vẻ ngoài được cài cắm trong các cuốn sách và phim dành cho trẻ em đã cho thấy các phương tiện này chứa đựng quá mức những thông điệp mà ở đó, sự hấp dẫn về vẻ ngoài được nhấn mạnh là một phần quan trọng trong các mối quan hệ cũng như sự tương tác giữa các cá nhân. Trong số các bộ phim được sử dụng cho nghiên cứu, hai bộ phim của hãng Disney chứa đựng nhiều thông điệp về vẻ đẹp cá nhân nhất. Nghiên cứu này cũng cho thấy có đến 64% các video miêu tả các nhân vật béo phì là không hấp dẫn, xấu xa, hung ác và không thân thiện và hơn một nửa số video liên quan đến việc cân nhắc hoặc tiêu thụ thức ăn.
Một số hình thức miệt thị ngoại hình có nguồn gốc từ thời xa xưa, thông qua những hình thức mê tín, chẳng hạn như định kiến với mái tóc đỏ (hoặc màu hoe). Các hình thức miệt thị cũng có thể khác nhau một cách đáng kể phụ thuộc vào nhóm tuổi. Ví dụ, những đứa trẻ ở lứa tuổi thanh thiếu niên có vóc dáng cao lớn đôi khi được coi là vụng về và bị gọi bằng những từ ngữ xúc phạm như "cao lêu nghêu". Tuy nhiên, ở giai đoạn trưởng thành, khi chiều cao là một yếu tố được coi trọng thì những thái độ không tốt như vậy gần như biến mất.
Đôi khi việc miệt thị ngoại hình có thể dẫn đến nhận thức rằng một người không thể hiện đầy đủ sự nam tính hay nữ tính của họ. Ví dụ, đàn ông có hông rộng hoặc ngực nở, hay ít lông trên mặt đôi khi cảm thấy tự xấu hổ vì có vẻ ngoài nữ tính. Tương tự như vậy, phụ nữ thường bị miệt thị vì sự thiếu nữ tính của họ nếu có vẻ ngoài lực lưỡng, hoặc có bờ vai rộng hay những đặc điểm liên quan đến nam giới. Tự tử vì miệt thị ngoại hình là nguyên nhân gây tử vong thứ tư ở thanh thiếu niên trong độ tuổi từ 15–19 tuổi. Miệt thị ngoại hình trên diện rộng có thể gây ra những tác động tiêu cực về mặt cảm xúc, bao gồm tự ti hay các vấn đề nghiêm trọng hơn như rối loạn ăn uống, lo âu cùng các hội chứng khác như rối loạn hình ảnh cơ thể, rối loạn mặc cảm ngoại hình và trầm cảm. Ngoài ra, miệt thị ngoại hình còn có thể dẫn đến trầm cảm nghiêm trọng, đặc biệt là khi người bị miệt thị cảm thấy cơ thể của họ không thể đáp ứng các tiêu chuẩn xã hội.